# Mount Armytage
Mount Armytage är ett berg i Antarktis. Det ligger i Östantarktis. Nya Zeeland gör anspråk på området. Toppen på Mount Armytage är 1 855 meter över havet, eller 255 meter över den omgivande terrängen. Bredden vid basen är 4,0 km.
Terrängen runt Mount Armytage är huvudsakligen kuperad, men åt sydost är den platt. Trakten är obefolkad. Det finns inga samhällen i närheten.